# 天主教錫姆代加教區
天主教錫姆代加教區 （拉丁語：Dioecesis Simdegaënsis）是印度一個羅馬天主教教區，屬蘭契總教區。
教區成立於1993年5月28日，位於賈坎德邦西南部錫姆代加縣。2010年有教友173,225人（佔轄區總人口31.6%）、三十個堂區、107名司鐸。現任教區主教為味噌爵‧巴爾瓦。